# دوشینتسی
دوشینتسی (به بلغاری: Dushintsi) روستایی در بلغارستان است که در استان پرنیک واقع شده‌است. دوشینتسی ۳۰ نفر جمعیت دارد و ۹۸۵ متر بالاتر از سطح دریا واقع شده‌است.